# Беїлешть
Беїлешть, Беїлешті (рум. Băilești) — місто у повіті Долж в Румунії, що має статус муніципію. Адміністративно місту також підпорядковане село Баласан (населення 671 особа, 2002 рік).
Місто розташоване на відстані 223 км на захід від Бухареста, 49 км на південний захід від Крайови.

## Населення
За даними перепису населення 2002 року у місті проживали 20 083 особи.
Національний склад населення міста:
| Національність   | Кількість осіб | Відсоток |
| ---------------- | -------------- | -------- |
| румуни           | 18599          | 92,6%    |
| цигани           | 1463           | 7,3%     |
| болгари          | 6              | < 0,1%   |
| німці            | 4              | < 0,1%   |
| угорці           | 1              | < 0,1%   |
| росіяни-липовани | 1              | < 0,1%   |
| серби            | 1              | < 0,1%   |
| італійці         | 1              | < 0,1%   |

Рідною мовою назвали:
| Мова       | Кількість осіб | Відсоток |
| ---------- | -------------- | -------- |
| румунська  | 18822          | 93,7%    |
| циганська  | 1252           | 6,2%     |
| сербська   | 4              | < 0,1%   |
| німецька   | 3              | < 0,1%   |
| італійська | 1              | < 0,1%   |

Склад населення міста за віросповіданням:
| Релігія                             | Кількість осіб | Відсоток |
| ----------------------------------- | -------------- | -------- |
| православні                         | 19748          | 98,3%    |
| п'ятдесятники                       | 153            | 0,8%     |
| адвентисти                          | 98             | 0,5%     |
| баптисти                            | 35             | 0,2%     |
| бретрени                            | 15             | 0,1%     |
| римо-католики                       | 8              | < 0,1%   |
| не релігійні                        | 7              | < 0,1%   |
| греко-католики                      | 3              | < 0,1%   |
| мусульмани                          | 2              | < 0,1%   |
| унітарії                            | 2              | < 0,1%   |
| атеїсти                             | 2              | < 0,1%   |
| лютерани                            | 1              | < 0,1%   |
| лютерани (Аугсбурзького сповідання) | 1              | < 0,1%   |

## Зовнішні посилання
- Дані про місто Беїлешть на сайті Ghidul Primăriilor [Архівовано 14 травня 2012 у Wayback Machine.]